# Psychotria wiakabui
Psychotria wiakabui är en måreväxtart som beskrevs av W.N.Takeuchi. Psychotria wiakabui ingår i släktet Psychotria och familjen måreväxter. Inga underarter finns listade i Catalogue of Life.